# Chilaquiles

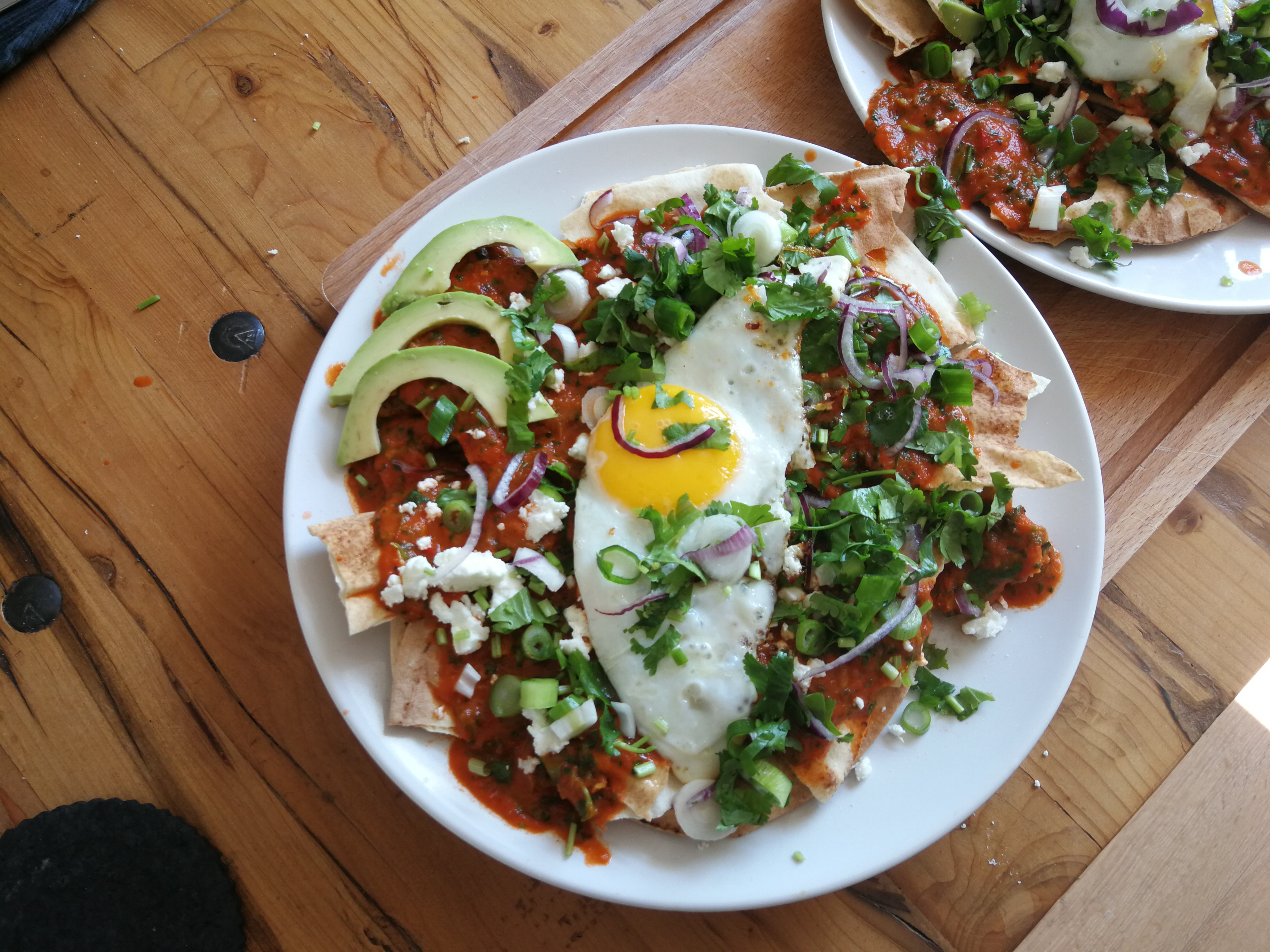
Chilaquiles

Chilaquiles – popularne danie kuchni meksykańskiej, podawane zazwyczaj na śniadanie. Składa się z chrupkich tortilli, zwanych totopos w czerwonym sosie z pomidorów i chili, z dodatkami typu ser i cebula. Nazwa pochodzi z języka nahuatl i oznacza dosłownie „włożone do chili”.